# Las Huertas Tercera Sección
Las Huertas Tercera Sección är en ort i Mexiko.   Den ligger i kommunen Irapuato och delstaten Guanajuato, i den centrala delen av landet, 270 km nordväst om huvudstaden Mexico City. Las Huertas Tercera Sección ligger 1 719 meter över havet och antalet invånare är 1 251.
Terrängen runt Las Huertas Tercera Sección är huvudsakligen platt, men norrut är den kuperad. Runt Las Huertas Tercera Sección är det tätbefolkat, med 790 invånare per kvadratkilometer. Närmaste större samhälle är Irapuato, 4,7 km nordost om Las Huertas Tercera Sección. Runt Las Huertas Tercera Sección är det i huvudsak tätbebyggt.